# Kenyatta Jones
Kenyatta Jones (Flórida, 18 de janeiro de 1979 - Colorado, 9 de junho de 2018) foi um jogador profissional de futebol americano estadunidense que foi campeão da temporada de 2001 da National Football League jogando pelo New England Patriots.

## Morte
Morreu em 9 de junho de 2018, aos 39 anos, de uma Parada cardíaca, em Colorado, nos Estados Unidos.